# 1941 aux États-Unis
Pour des articles plus généraux, voir Chronologie des États-Unis et 1941.
Chronologie des États-Unis
- 1937
- 1938
- 1939
- 1940
- 1941
- 1942
- 1943
- 1944
- 1945

Cette page concerne des événements d'actualité qui se sont produits durant l'année 1941 du calendrier grégorien aux États-Unis.

## Événements
- Janvier : Roosevelt propose une législation l’autorisant à aider « le gouvernement de tout pays » dont il jugera la défense « vitale pour celle des États-Unis ».
- 11 mars : loi Lend-Lease. Les États-Unis commencent à pratiquer le prêt-bail avec la Grande-Bretagne. Le projet demande aux britanniques de libérer au maximum leurs échanges et ceux du Commonwealth après la guerre.
  - Au titre du prêt-bail, les États-Unis fourniront plus de 9 milliards de dollars d’armes, munitions et autres marchandises à l'URSS et plus de 30 au Royaume-Uni.
  - Par l’intermédiaire du secrétaire à l’Intérieur américain, Harold Ickes, le pétrolier ARAMCO convainc Roosevelt d’accorder un prêt-bail à l’Arabie saoudite, établissant ainsi les intérêts américains dans ce pays.
- 11 avril : création de l’Office of Price Administration, agence chargée de contrôler les prix et donc l'inflation aux États-Unis.
- 20 juin : création de la United States Army Air Forces, composante aérienne de l'US Army, en remplacement de l'USAAC.
- 25 juin : executive Order 8802. Instauration d’un « Fair Employment Practice Committee » chargé de prohiber la discrimination dans les entreprises travaillant pour la défense nationale.
- 26 juillet :
  - Le général Douglas MacArthur est nommé commandant des forces américaines en Extrême-Orient.
  - Roosevelt gèle les capitaux japonais déposés aux États-Unis après l’attaque par le Japon du Sud de l’Indochine française et étend l’embargo aux produits pétroliers.
- 14 août : fin de la Conférence de l'Atlantique.
- 28 août : Office of Price Administration. Cette agence est chargée du gel des prix pratiqués sur le sol américain.
- 20 septembre : Revenue Act. Nouvelle hausse fiscale :
  - La surtaxe sur les profits des entreprises passe à 60 %.
  - Hausse de 20 % de l'impôt sur les sociétés.
  - Hausse de 20 % de l'impôt sur le revenu (la première tranche passe à 10 % et la dernière à 81 %).
- 7 novembre : les Américains accordent aux Soviétiques un crédit d’un million de dollars.
- 11 novembre : les États-Unis accordent à la France libre le bénéfice de la loi prêt-bail.
- 17 novembre : début de la production de la Jeep Willys MB en série. Arrêt de la fabrication le 21 septembre 1945
- 7 décembre : l’attaque surprise Japonaise contre la base aéronavale de Pearl Harbor à Hawaï, qui détruit en grande partie la flotte américaine du Pacifique, provoque l’entrée des États-Unis dans la Seconde Guerre mondiale (8 décembre), abrogeant les lois des années 1930 sur la neutralité.
- 8 décembre : Le Congrès, à la quasi-unanimité (1 seule voix contre), vote la déclaration de guerre des États-Unis.
- 11 décembre : l’Allemagne et l’Italie déclarent la guerre aux États-Unis.
- 22 décembre : Conférence Arcadia.
- Décembre : Dr Win-the-War remplace le Dr New Deal. Fort accroissement de la fiscalité. 4 millions de chômeurs (5,6 % de la population active).
- Entrée en guerre des États-Unis, les dépenses fédérales atteignent 13,7 milliards de dollars.
- 8,7 milliards de dollars de recettes fédérales (7,6 % du PIB).
- Déficit de 5 milliards de dollars.
- La Cour suprême des États-Unis s’attaque à la ségrégation politique en déclarant inconstitutionnelles les « Primaires blanches » du Sud (1941-1953).